# 梅麗思
梅麗思（1953/54年—），加拿大政治人物和醫生，2009年至2017年間以卑詩自由黨黨員身份擔任卑詩省議會溫哥華蘭加拉選區議員，期間在省長金寶爾和簡蕙芝內閣中擔任數項廳長職務。

## 背景
梅麗思從政前曾於溫哥華的卑詩婦女醫院任職放射科醫生，以及該院乳部健康項目的共同醫學總監。其後她則於溫市聖保祿醫院、素里紀念醫院和亞博斯福區域醫院及癌病中心出任核醫學部門主管，並曾於卑詩大學醫學院放射部任職臨床助理教授。此外她亦曾任加拿大乳癌基金會卑詩及育空分會主席，以及加拿大乳癌研究聯盟和卑詩婦女醫院基金會理事會成員。
她的丈夫為聖保祿醫院心血管外科部主管山姆·列支敦士登（Sam Lichtenstein），兩人育有三名子女。

## 從政
她於2009年省選代表卑詩自由黨競逐溫哥華蘭加拉選區議席並以4275票之差當選，首度晉身省議會。同年6月她獲省長金寶爾任命為專上教育及勞工市場發展廳長，2010年10月則改任區域經濟及技能發展廳長。
自由黨省政府於同期引入合併銷售税後民望急跌，金寶爾遂於2010年11月初宣布辭任省長和該黨黨魁。梅麗思於同月22日宣布競選黨魁，為首位公布參選的自由黨黨員，並同時辭去廳長職務。競選期間她著重發展知識型經濟以確保卑詩省繁榮，政綱包括將該省最低工資從每小時8元增至10元，以及降低該省學生貸款利率。她於2011年2月16日宣布棄選，並改為支持卜佐治。
簡蕙芝最終當選黨魁，並於2011年3月就任省長。梅麗思未有獲任廳長職務，但於同月14日獲任命為工業、研究及創新議會秘書，支援就業、旅遊及創新廳長畢貝爾，再於2012年3月改任衛生廳長麥德莊的議會秘書。簡蕙芝於2012年9月改組內閣，委派梅麗思出任社會發展廳長。
2013年省選，梅麗思以2787票之差擊敗新民主黨候選人周烱華連任蘭加拉選區省議員。她在第40屆省議會中只充當後座議員，未有任何廳長職務。她於2016年6月宣布不會在翌年省選競逐連任，2017年5月省議員任期屆滿時卸任。

## 外部連結
- （英文）卑詩省議會網站 梅麗思議員簡介